# Betweenatna
 (mai 2022).
Betweenatna est un groupe de rock marocain créé en 2011 à Casablanca. Ses chansons, connues pour leur ton sarcastique et décalé, sont chantées en darija.

## Historique
Le groupe est créé en 2011 à Casablanca. Le nom de ce groupe provient du mélange entre le mot anglais between et le mot Binatna en darija marocain, et signifie « entre nous ».
Il commence à se produire en 2016 sur des scènes de Casablanca comme le Boultek, en 2017 au L'Boulevard, et en 2018 au festival Jazzablanca.

## Style musical
Betweenatna est un groupe connu pour son ton sarcastique et décalé. Ses influences musicales sont diverses et variées.
Les paroles sont chantées en darija marocain par Mohammed Laâbidi, chanteur principal du groupe. En plus de ce dernier, le groupe est composé d'Abdessamad Bourhim, guitariste du groupe, de Gamha Said, bassiste du groupe et de Said Mounna, batteur du groupe.